# Konrad Bergmeister
Konrad Bergmeister (* 19. April 1959 in Brixen) ist ein italienischer Ingenieur und Universitätsprofessor aus Südtirol.

## Leben
Bergmeister maturierte 1978 an der Gewerbeoberschule mit Fachrichtung Maschinenbau in Bozen. Von 1979 bis 1985 absolvierte er ein Studium des Bauingenieurwesens an der Universität Innsbruck, das er mit einer Diplomarbeit zum Stahlskelettbau abschloss. Ab 1980 studierte er gleichzeitig an derselben Hochschule auch Volkskunde, Kunstgeschichte, Baukunst-/Baudenkmalpflege und Philosophie, ehe er 1985 mit einer volkskundlichen Dissertation über traditionelle Architektur im unteren Pustertal sub auspiciis Praesidentis rei publicae promovierte. 1988 erhielt er mit einer ingenieurwissenschaftlichen Dissertation über Befestigungstechnik seinen zweiten Doktortitel.
Von 1988 bis 1990 hielt sich Bergmeister zu Forschungszwecken an den Universitäten Leuven, Texas und Stuttgart auf. 1990 gründete er die Ingenieurteam Bergmeister GmbH. 1992 erwarb er einen Master of Science in Manufacturing Systems an der Clarkson University. Im Jahr 1993 wurde er als ordentlicher Professor für Konstruktiven Ingenieurbau an die Wiener Universität für Bodenkultur berufen.
Von 1998 bis 2006 hatte Bergmeister, der auch Fortbildungen im Bereich des österreichischen und italienischen Vergaberechts absolvierte, das Amt des Chefingenieurs und Technischen Direktors der Brennerautobahn inne. 1999 übernahm er die Schriftleitung der Zeitschrift Beton- und Stahlbetonbau, 2003 jene des Beton-Kalenders. 2003 wurde Bergmeister ordentliches Mitglied der Berlin-Brandenburgischen Akademie der Wissenschaften, 2004 der Deutschen Akademie der Naturforscher Leopoldina. Von 2006 bis 2019 fungierte er als Vorstand der BBT SE, verantwortlich für die Planung und den Bau des Brennerbasistunnels. Von 2010 bis 2013 war er Mitglied des wissenschaftlichen Vorstands des Helmholtz-Zentrums Potsdam.
2010 übernahm der Autor von über 500 wissenschaftlichen Publikationen die Präsidentschaft der Freien Universität Bozen, die er bis 2018 innehatte. 2012 verlieh ihm die Universität der Bundeswehr München einen Ehrendoktortitel, 2013 erwarb Bergmeister mit der Dissertation Holistisches Chancen-Risiken-Management bei Megaprojekten einen Ph.D. in Wirtschaftswissenschaften an der Paneuropäischen Hochschule. 2015 wurde er für seine Verdienste um die Verknüpfung der drei Euregio-Universitäten (Innsbruck, Bozen, Trient) zum Ehrensenator der Universität Innsbruck ernannt. Von Mai 2016 bis Mai 2024 war er Präsident der Stiftung Südtiroler Sparkasse. 2019 zeichnete ihn die Universität Stuttgart mit der Ehrendoktorwürde aus. 2023 wurde Bergmeister Mitglied der Deutschen Akademie der Technikwissenschaften (acatech). 2024 erhielt er das Ehrenzeichen des Landes Tirol und wurde von der Freien Universität Bozen zum Ehrensenator ernannt, außerdem wurde er zum Präsidenten des Verwaltungsrates des Konservatoriums „Claudio Monteverdi“ ernannt.